# Ježíšův život

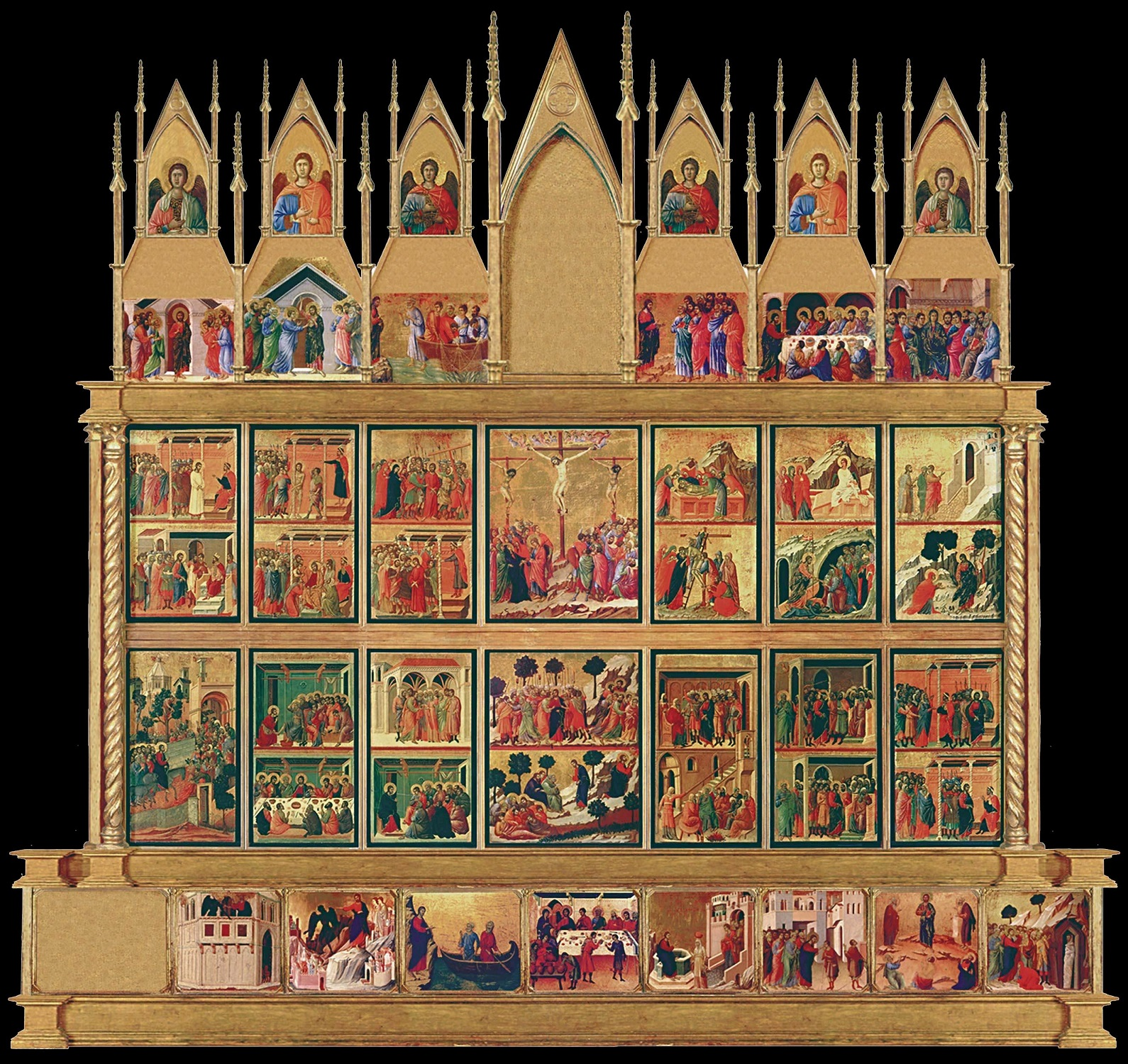
Ducciova Maestà (1310), zobrazující Kristův život, s 26 ústředními scénami věnovanými umučení a zmrtvýchvstání

Ježíšův život je popsán především ve čtyřech kanonických evangeliích, která zahrnují jeho rodokmen a narození, veřejné působení, umučení, proroctví, vzkříšení a nanebevstoupení. Další části Nového zákona – například Pavlovy listy, které byly pravděpodobně napsány v rozmezí 20 až 30 let a které obsahují odkazy na klíčové epizody Ježíšova života, jako je Poslední večeře, a Skutky apoštolů – Sk 1, 1–11 (Kral, ČEP), které obsahují více odkazů na epizodu nanebevstoupení než kanonická evangelia – také vykládají Ježíšův život. Kromě těchto biblických textů existují i mimobiblické texty, které podle křesťanů odkazují na některé události z Ježíšova života, například Josefus o Ježíšovi a Tacitus o Kristu.
V evangeliích začíná Ježišovo působení jeho křtem Janem Křtitelem. Ježíš přišel k řece Jordánu, kde ho pokřtil Jan Křtitel, a poté se čtyřicet dní a nocí postil v Judské poušti. Do tohoto raného období patří také první Ježíšův zázrak na svatbě v Káně. 
Hlavními místy Ježíšova působení byly Galilea a Judsko, přičemž některé aktivity se odehrávaly i v blízkých oblastech, jako je Perea a Samařsko. Ježíšovy aktivity v Galileji zahrnují řadu zázraků a učení. 

## Genealogie a narození
Hlavní články: Ježíšův rodokmen a Ježíšovo narození

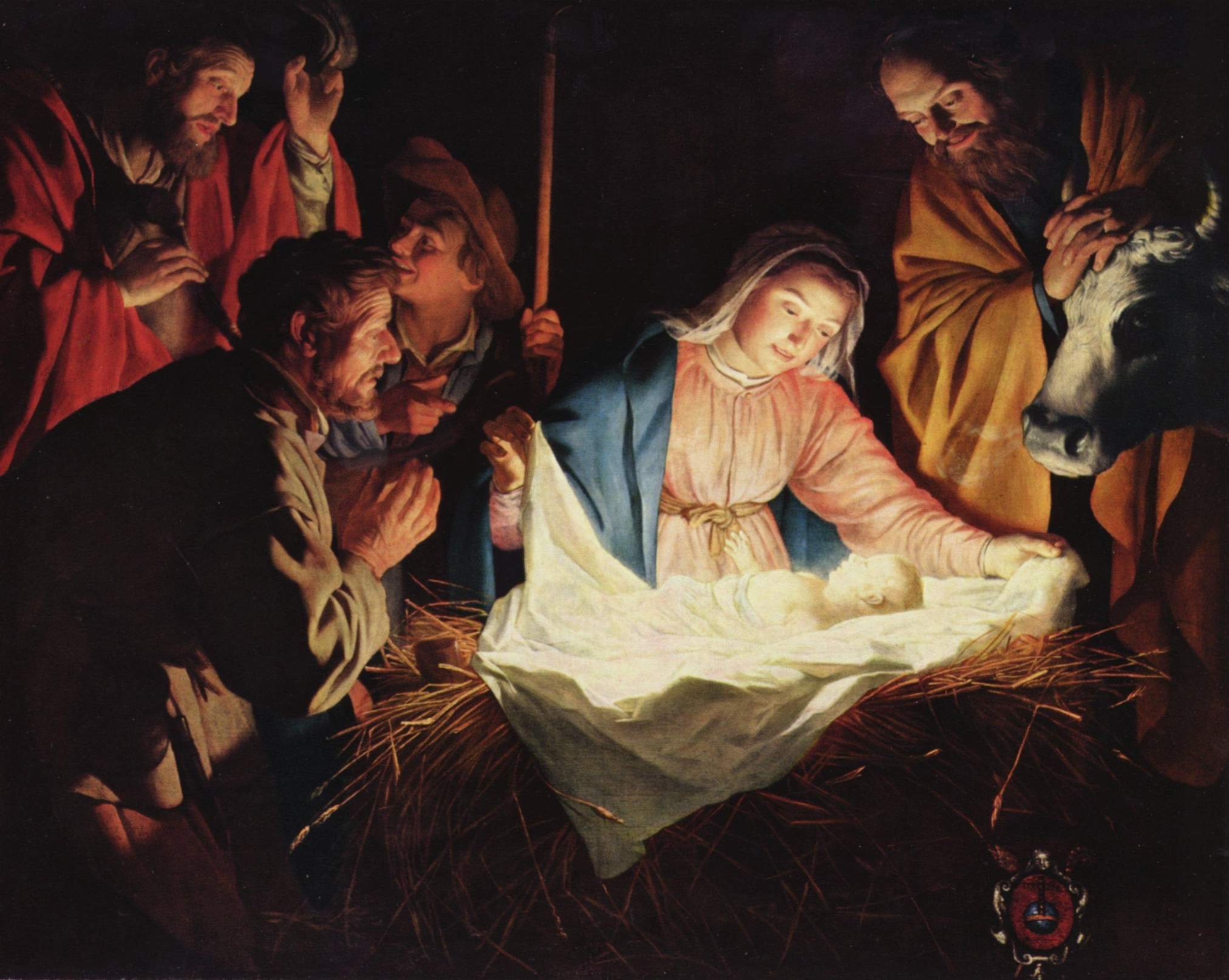
Klanění pastýřů, Gerard van Honthorst, 1622

Rodokmen a Ježíšovo narození jsou popsány ve dvou ze čtyř kanonických evangelií: v Matoušově a Lukášově evangeliu. Zatímco Lukáš sleduje rodokmen směrem nahoru k Adamovi a Bohu, Matouš jej sleduje směrem dolů k Ježíšovi. Obě evangelia uvádějí, že Ježíše nezplodil Josef, ale že byl zázračně počat v lůně Marie, Ježíšovy matky, z Ducha svatého. Obě zprávy sledují Josefa až ke králi Davidovi a odtud k Abrahamovi. Tyto seznamy jsou mezi Abrahamem a Davidem totožné (až na jednu výjimku), ale mezi Davidem a Josefem se téměř zcela liší. Matouš uvádí jako Josefova otce Jákoba a Lukáš říká, že Josef byl synem Heliho. Pokusy o vysvětlení rozdílů mezi rodokmeny mají různou povahu. Velká část moderního bádání je interpretuje jako literární invence.
Lukášovo a Matoušovo vyprávění o Ježíšově narození mají několik společných bodů: podle obou se Ježíš narodil v Betlémě v Judsku panenské matce. V Lukášově vyprávění cestují Josef a Marie ze svého domova v Nazaretu kvůli sčítání lidu do Betléma, kde se Ježíš narodí a je uložen do jeslí. Andělé ho prohlašují za spasitele pro všechny lidi a pastýři se mu přicházejí poklonit; rodina se pak vrací do Nazareta. V Matoušově evangeliu jdou Mudrci za hvězdou do Betléma, kde rodina žije, aby přinesli dary Ježíšovi, narozenému jako židovský král. Král Herodes zmasakruje v Betlémě všechny chlapce mladší dvou let, aby Ježíše zabil, ale Ježíšova rodina uteče do Egypta a později se usadí v Nazaretě. V průběhu staletí se bibličtí badatelé pokoušeli tyto rozpory sladit, zatímco moderní věda je většinou považuje za legendy. Obecně považují otázku historicity za druhotnou, vzhledem k tomu, že evangelia byla psána především jako teologické dokumenty, nikoli jako chronologické časové záznamy.

## Působení
Hlavní článek: Ježíšovo působení
Viz též: Ježíšova chronologie

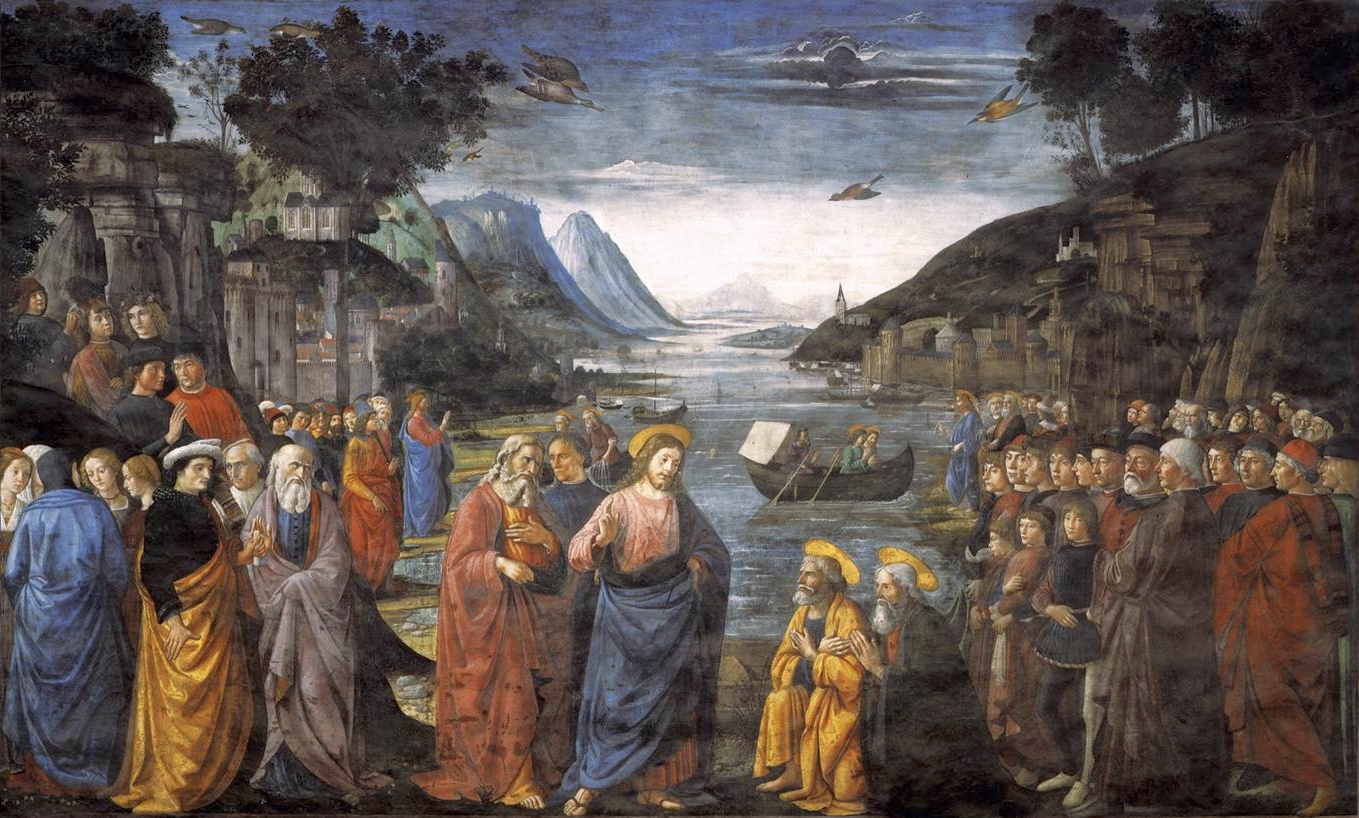
Povolání apoštolů od Domenica Ghirlandaia (1481) zachycuje Ježíše, který si vyvolil dvanáct apoštolů

Pět hlavních milníků v novozákonním vyprávění o Ježíšově životě je křest, proměnění, ukřižování, zmrtvýchvstání a nanebevstoupení.
V evangeliích začíná Ježíšovo působení jeho křtem Janem Křtitelem, když je mu asi třicet let. Ježíš poté začíná kázat v Galileji a shromažďuje učedníky. Po Ježíšově prohlášení za Krista se tři z učedníků stávají svědky jeho proměnění. Po smrti Jana Křtitele a proměnění se Ježíš vydává na svou poslední cestu do Jeruzaléma, protože tam předpověděl svou smrt. Ježíš vjíždí triumfálním vjezdem do Jeruzaléma, kde se stupňují třenice s farizeji a jeden z jeho učedníků souhlasí, že ho za třicet stříbrných zradí.
V evangeliích začíná Ježíšovo působení jeho křtem v římské Judeji a Zajordánsku u řeky Jordán a končí v Jeruzalémě po poslední večeři s učedníky. Lukášovo evangelium – Lk 3, 23 (Kral, ČEP) uvádí, že Ježíšovi bylo na začátku jeho působení „asi 30 let“. V Ježíšově chronologii se začátek jeho působení obvykle odhaduje na 27–29 let a konec na 30–36 let.
Ježíšovo rané galilejské působení začíná, když se po svém křtu vrací z Judské pouště zpět do Galileje. V tomto raném období káže po Galileji a získává své první učedníky, kteří začínají putovat s ním a nakonec tvoří jádro prvotní církve, neboť se předpokládá, že apoštolové se rozptýlili z Jeruzaléma, aby založili apoštolské stolce. Hlavní galilejské působení, které začíná v osmém kapitole Matoušova evangelia – Mt 8 (Kral, ČEP), zahrnuje vyvolení dvanácti apoštolů a zahrnuje většinu Ježíšova působení v Galileji. Závěrečné galilejské působení začíná po smrti Jana Křtitele, když se Ježíš připravuje na cestu do Jeruzaléma.
V pozdějším judském působení se Ježíš vydává na svou poslední cestu do Jeruzaléma přes Judsko. Když Ježíš putuje směrem k Jeruzalému, v pozdějším pereaském působení se asi ve třetině cesty od Galilejského jezera (ve skutečnosti sladkovodního jezera) podél řeky Jordán vrací do oblasti, kde byl pokřtěn. Poslední působení v Jeruzalémě se někdy nazývá pašijový týden a začíná Ježíšovým triumfálním vjezdem do Jeruzaléma. Evangelia poskytují o závěrečném působení více podrobností než o ostatních obdobích a poslednímu týdnu Ježíšova života v Jeruzalémě věnují asi třetinu svého textu. V evangelijních líčeních se ke konci posledního týdne v Jeruzalémě koná Ježíšova poslední večeře s učedníky a následující den je zrazen, zatčen a souzen. Soudní proces končí jeho ukřižováním a smrtí. Tři dny po svém pohřbu je vzkříšen a během 40 dnů se zjevuje svým učedníkům a zástupu svých následovníků (celkem jich bylo asi 500). 1Kor 15 (Kral, ČEP) uvádí důkaz o vzkříšení, po němž Ježíš vystupuje na nebesa.

### Místa působení
Hlavní článek: Novozákonní místa spojená s Ježíšem

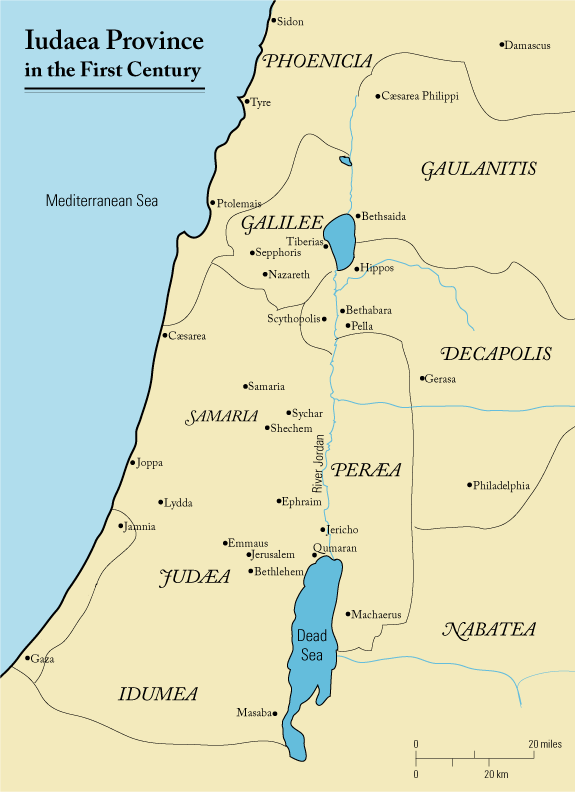
Galilea, Perea a Judsko v Ježíšově době

V novozákonních zprávách jsou hlavními místy Ježíšova působení Galilea a Judsko, přičemž aktivity se odehrávaly i v okolních oblastech, jako je Perea a Samařsko.
Evangelijní vyprávění o Ježíšově působení je tradičně rozděleno na části, které mají zeměpisný charakter.
- Galilejské působení: Ježíšovo působení začíná, když se po svém křtu vrací do Galileje a káže v synagoze v Kafarnaum. První Ježíšovi učedníci se s ním setkávají u Galilejského jezera a jeho pozdější galilejské působení zahrnuje klíčové epizody, jako je Kázání na hoře (s blahoslavenstvími), které tvoří jádro jeho morálního učení. Ježíšovo působení v galilejské oblasti končí smrtí Jana Křtitele.

- Cesta do Jeruzaléma: Po smrti Jana Křtitele se zhruba v polovině evangelií (přibližně v Matoušově 17. kapitole – Mt 17 (Kral, ČEP) a Markově 9. kapitole – Mk 9 (Kral, ČEP)) odehrají dvě klíčové události, které změní povahu vyprávění a začnou postupně odhalovat jeho identitu učedníkům: Petr ho prohlásil za Krista a on se proměnil. Po těchto událostech se značná část evangelijních vyprávění zabývá Ježíšovou poslední cestou do Jeruzaléma přes Pereu a Judsko. Když Ježíš putuje do Jeruzaléma přes Pereu, vrací se do oblasti, kde byl pokřtěn.

- Poslední týden v Jeruzalémě: Závěrečná část Ježíšova působení začíná – Mt 21 (Kral, ČEP) a Mk 11 (Kral, ČEP) jeho triumfálním vjezdem do Jeruzaléma po epizodě vzkříšení Lazara, která se odehrála v Betánii. Evangelia poskytují o závěrečné části více podrobností než o ostatních obdobích a poslednímu týdnu Ježíšova života v Jeruzalémě, který končí jeho ukřižováním, věnují asi třetinu svého textu. Novozákonní zprávy o Ježíšově zjevení při vzkříšení a jeho nanebevstoupení se rovněž odehrávají v Judsku.

### Křest a pokušení
Hlavní články: Ježíšův křest a Pokoušení Krista ďáblem

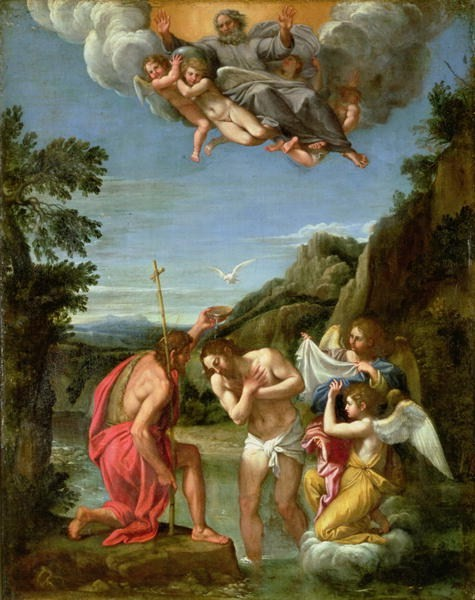
Typickým znázorněním je obraz Kristův křest od Francesca Albaniho ze 17. století, na němž se otevírá nebe a Duch svatý se snáší jako holubice, když Jan Křtitel křtí Ježíše.

Ježíšův křest je začátkem jeho veřejného působení. Tato událost je zaznamenána v kanonických evangeliích podle Matouše, Marka a Lukáše. V Janově evangeliu – Jan 1, 29–33 (Kral, ČEP) o této epizodě svědčí spíše než přímé vyprávění Jan Křtitel.
V Novém zákoně Jan Křtitel hlásal „křest vodou“, nikoliv odpuštění, ale pokání nebo lítost na odpuštění hříchů – Lk 3, 3 (Kral, ČEP), a prohlásil se za předchůdce toho, kdo bude křtít „Duchem svatým a ohněm“ – Lk 3, 16 (Kral, ČEP). Tím připravoval cestu pro Ježíše. Ježíš přišel k řece Jordánu, kde ho Jan pokřtil. Scéna křtu zahrnuje otevřená nebesa, snášení Ducha svatého jako holubice a hlas z nebe, který říká: „Toto je můj milovaný Syn, v němž jsem našel zalíbení.“
Většina moderních badatelů považuje skutečnost, že Ježíš byl pokřtěn Janem, za historickou událost, které lze přisoudit vysokou míru jistoty. James Dunn uvádí, že historičnost Ježíšova křtu a ukřižování „vzbuzuje téměř všeobecný souhlas“. Společně s Ježíšovým ukřižováním ji většina badatelů považuje za jednu ze dvou historicky jistých skutečností o Ježíši a často ji používá jako výchozí body pro studium historického Ježíše.
Ježíšovo pokušení je podrobně popsáno v Matoušově, Markově, a Lukášově evangeliu. V těchto vyprávěních se Ježíš po křtu postil čtyřicet dní a nocí v Judské poušti. Během této doby se Ježíšovi zjevil satan a pokoušel ho. Když Ježíš každé pokušení odmítl, satan odešel a přišli andělé a přinesli Ježíšovi pokrm.

### Povolání učedníků a raná služba
Viz též: Povolání učedníků
Povolání prvních učedníků je klíčovou epizodou v evangeliích, která zahajuje Ježíšovo aktivní působení a vytváří základ pro skupinu lidí, kteří ho následují a později tvoří prvotní církev. Odehrává se v Matoušovi – Mt 4, 18–22 (Kral, ČEP), Markovi – Mk 1, 16–20 (Kral, ČEP) a Lukášovi – Lk 5, 1–11 (Kral, ČEP) u Galilejského jezera. Jan 1, 35–51 (Kral, ČEP) podává zprávu o prvním setkání se dvěma učedníky o něco dříve v přítomnosti Jana Křtitele. Zejména v Markově evangeliu jsou začátek Ježíšova působení a povolání prvních učedníků neoddělitelné.
V Lukášově evangeliu – Lk 5, 1–11 (Kral, ČEP) je tato událost součástí prvního zázračného rybolovu a vede k tomu, že Petr a Jakub a Jan, synové Zebedeovi, se k Ježíšovi připojují jako povolaní učedníci. Shromáždění učedníků v Jan 1, 35–51 (Kral, ČEP) navazuje na mnoho podob učednictví, které pokračují v Novém zákoně, kdy se ti, kdo přijali svědectví někoho jiného, sami stávají svědky Ježíše. Ondřej následuje Ježíše díky svědectví Jana Křtitele, Filip přivádí Natanaela a toto schéma pokračuje i v Jan 4, 4–26 (Kral, ČEP), kde Samaritánka u studny svědčí lidem z města o Ježíši.
Do tohoto raného období patří také první Ježíšův zázrak na svatbě v Káně Galilejské v Janově evangeliu, kde jsou Ježíš a jeho učedníci pozváni na svatbu, a když dojde víno, Ježíš zázrakem promění vodu ve víno.

### Působení a zázraky v Galileji
Ježíšovo působení v Galileji zahrnuje řadu zázraků a učení. Na počátku tohoto období jsou Služebník setníkův – Mt 8, 5–13 (Kral, ČEP) a Utišení bouře – Mt 8, 23–27 (Kral, ČEP), obě se zabývají tématem víry, která přemáhá strach. V tomto období Ježíš také shromažďuje učedníky, např. povolává Matouše. Vyvolení dvanácti apoštolů se týká prvního výběru dvanácti apoštolů z řad Ježíšových učedníků.
V Misijní řeči Ježíš nařizuje dvanácti apoštolům, kteří jsou jmenováni v Matoušově evangeliu – Mt 10, 2–3 (Kral, ČEP), aby s sebou nenosili žádné věci, až budou putovat od města k městu a kázat. Samostatně se v Lukášově evangeliu – Lk 10, 1–24 (Kral, ČEP) vypráví o sedmdesáti učednících, v němž Ježíš jmenuje větší počet učedníků a posílá je po dvojicích s misijním pověřením, aby šli do vesnic, než tam přijde Ježíš.

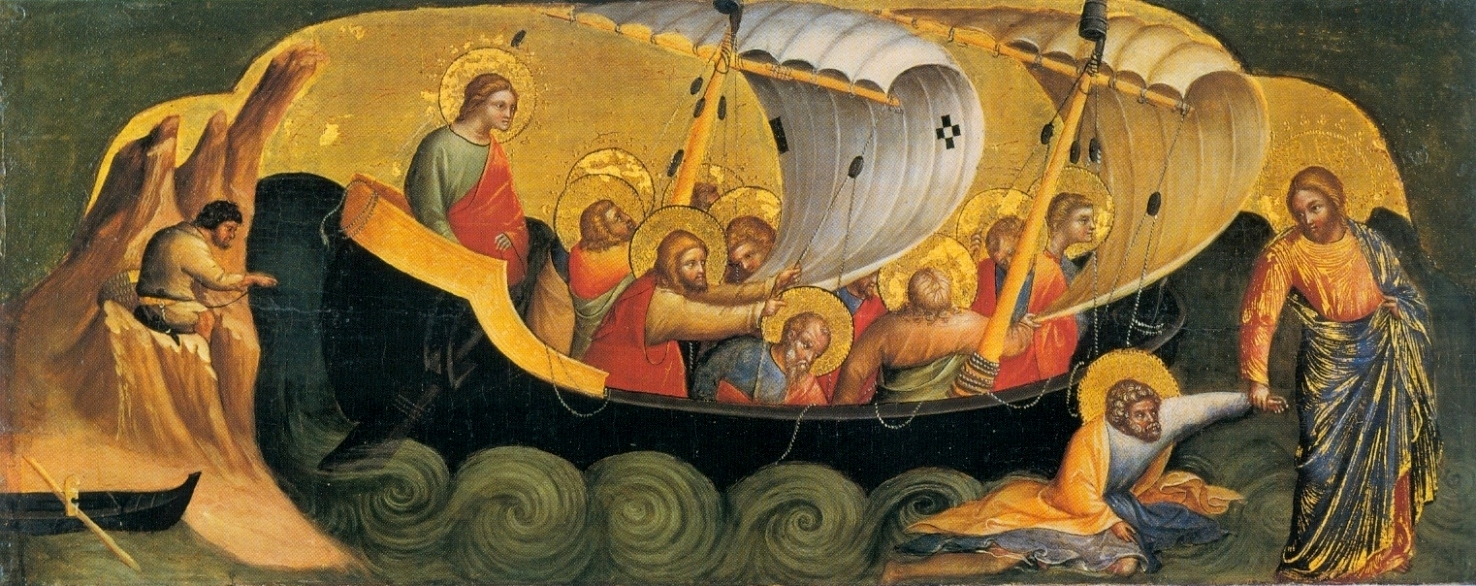
Chození po vodě, Veneziano, 1370

Poté, co se Ježíš dozví o smrti Jana Křtitele, odjíždí na lodi do ústraní na osamělé místo poblíž Betsaidy, kde oslovuje zástupy, které za ním přišly pěšky z měst, a všechny nasytí „pěti chleby a dvěma rybami“, které mu dodal jeden chlapec. Následně evangelia v Matoušovi – Mt 14, 22–23 (Kral, ČEP), Markovi – Mk 6, 45–52 (Kral, ČEP) a Janovi – Jan 6, 16–21 (Kral, ČEP) představují epizodu Chůze po vodě jako důležitý krok v rozvíjení vztahu mezi Ježíšem a jeho učedníky v této fázi jeho působení. Epizoda zdůrazňuje důležitost víry tím, že Petr se při pokusu o chůzi po vodě začal topit, když ztratil víru a dostal strach, a na konci epizody učedníci posilují svou víru v Ježíše a v Mt 14, 33 (Kral, ČEP) říkají: „Vpravdě jsi Syn Boží“.
Mezi hlavní poučení tohoto období patří řeč o poskvrnění v Matoušově evangeliu – Mt 15, 1–20 (Kral, ČEP) a v Markově evangeliu – Mk 7, 1–23 (Kral, ČEP), kde Ježíš v odpovědi na stížnost farizeů říká: „Ne co vchází do úst, znesvěcuje člověka, ale co z úst vychází, to člověka znesvěcuje.“
Po této epizodě se Ježíš odebírá do „krajů Týru a Sidonu“ u Středozemního moře, kde se odehrává epizoda s dcerou kananejské ženy v Mt 15, 21–28 (Kral, ČEP) a Mk 7, 24–30 (Kral, ČEP). Tato epizoda je příkladem toho, jak Ježíš zdůrazňuje hodnotu víry, když ženě říká: „Ženo, ty máš velkou víru! Tvá prosba je vyslyšena.“ Význam víry je zdůrazněn také v epizodě očištění deseti malomocných v Lukášovi – Lk 17, 11–19 (Kral, ČEP).
V Markově evangeliu Ježíš po průchodu Sidonem vstupuje do oblasti Dekapole, skupiny deseti měst na jihovýchod od Galileje, kde se v Markově evangeliu – Mk 7, 31–37 (Kral, ČEP) píše o zázraku uzdravení hluchoněmého, kdy učedníci po uzdravení říkají: „I hluchým dává sluch a němým řeč.“ Tato epizoda je poslední z řady vyprávěných zázraků, které navazují na Petrovo prohlášení Ježíše za Krista v Mk 8, 29 (Kral, ČEP).

### Prohlášení Ježíše za Mesiáše (Krista)
Hlavní článek: Petrovo vyznání

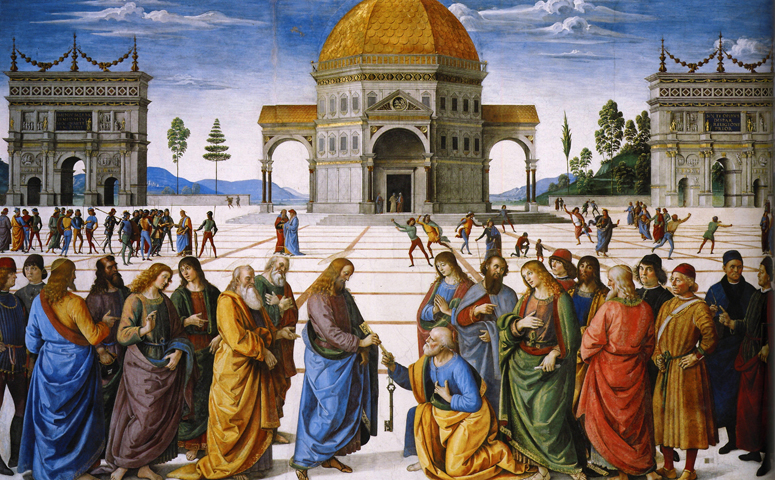
Pietro Perugino: „Předání klíčů svatému Petrovi“ Ježíšem, 1481–1482

Petrovo vyznání se vztahuje k epizodě z Nového zákona, v níž Ježíš klade svým učedníkům otázku: „Za koho mě pokládáte?“ ptá se učedníků. Apoštol Petr prohlašuje, že Ježíš je Kristus – očekávaný Mesiáš. Toto vyhlášení je popsáno ve třech synoptických evangeliích: Matouš – Mt 16, 13–20 (Kral, ČEP), Marek – Mk 8, 27–30 (Kral, ČEP) a Lukáš – Lk 9, 18–20 (Kral, ČEP).
Petrovo vyznání začíná jako dialog mezi Ježíšem a jeho učedníky, v němž se Ježíš začíná ptát na současné mínění o sobě mezi „zástupy“: „Za koho mě pokládají zástupy?“ Učedníci uvádějí řadu tehdy běžných hypotéz. Ježíš se pak ptá učedníků na jejich vlastní názor: Ale za koho mě pokládáte vy? Odpovídá mu pouze Šimon Petr: Ty jsi Mesiáš, Syn Boha živého.
V Mt 16, 17 (Kral, ČEP) Ježíš žehná Petrovi za jeho odpověď a později ho označuje za skálu církve a prohlašuje, že Petrovi dá „klíče od nebeského království“.
Při žehnání Petrovi Ježíš nejen přijímá tituly Kristus a Syn Boží, které mu Petr připisuje, ale prohlašuje toto prohlášení za božské zjevení tím, že uvádí, že jeho Otec v nebesích to Petrovi zjevil. Tímto tvrzením, že oba tituly schvaluje jako božské zjevení, se Ježíš jednoznačně prohlašuje za Krista i Syna Božího. Prohlášení Ježíše za Krista je pro christologii a Petrovo vyznání zásadní a Ježíšovo přijetí tohoto titulu je pro něj v novozákonním vyprávění definitivním prohlášením. I když část této pasáže může být autentická, zmínka o Ježíši jako Kristu a Synu Božím je pravděpodobně Matoušovým dodatkem.

### Proměnění
Hlavní článek: Proměnění Páně

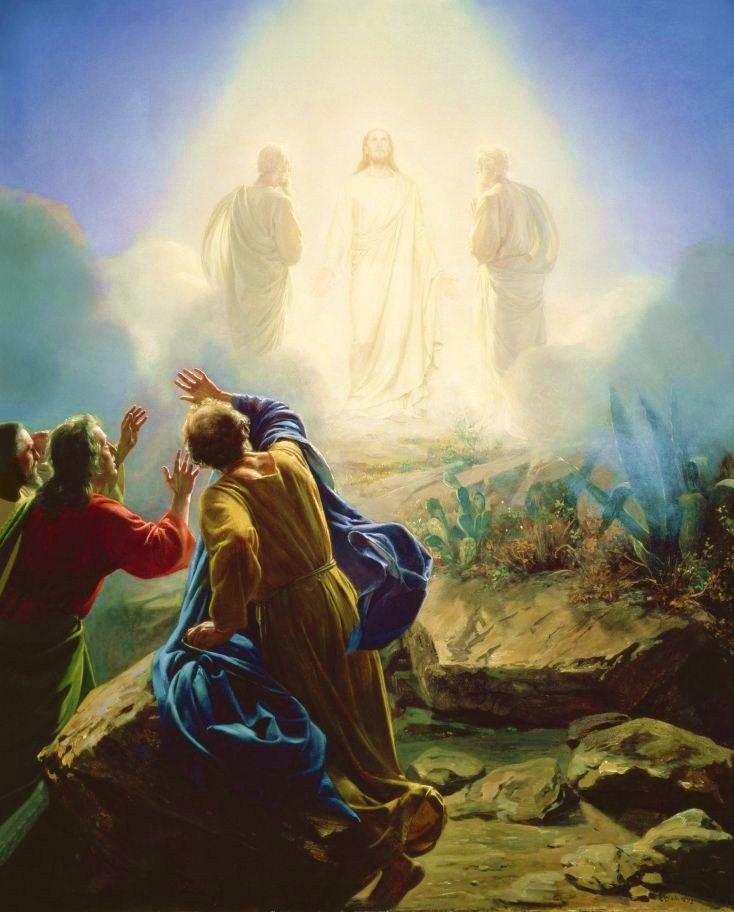
Proměnění Páně, autor Carl Bloch, 19. století

Ježíšovo proměnění je epizoda novozákonního vyprávění, v níž se Ježíš proměňuje a září na hoře. Popisují ji synoptická evangelia – Mt 17, 1–9 (Kral, ČEP); Mk 9, 2–8 (Kral, ČEP); Lk 9, 28–36 (Kral, ČEP) a zmiňuje se o ní i 2Petr 1, 16–18 (Kral, ČEP). V těchto vyprávěních se Ježíš se třemi apoštoly vydává na horu (hora Proměnění). Na hoře začne Ježíš zářit jasnými paprsky světla. Pak se vedle něj objeví proroci Mojžíš a Elijáš a on s nimi hovoří. Ježíš je pak nazván „Synem“ hlasem z nebe, o němž se předpokládá, že je to Bůh Otec, stejně jako při Ježíšově křtu.
Proměnění je jedním z Ježíšových zázraků v evangeliích. Tento zázrak je mezi ostatními, které se objevují v kanonických evangeliích, jedinečný tím, že se zázrak stal samotnému Ježíši. Tomáš Akvinský považoval Proměnění za „největší zázrak“, protože doplňuje křest a ukazuje dokonalost života v nebi. Proměnění je jedním z pěti hlavních milníků v evangelijním vyprávění o Ježíšově životě, dalšími jsou křest, ukřižování, zmrtvýchvstání a nanebevstoupení. V Novém zákoně je Proměnění klíčovým okamžikem a scéna na hoře je představena jako místo, kde se lidská přirozenost setkává s Bohem: místo setkání časného a věčného, přičemž spojovacím bodem je sám Ježíš, který působí jako most mezi nebem a zemí.

### Závěrečná cesta do Jeruzaléma

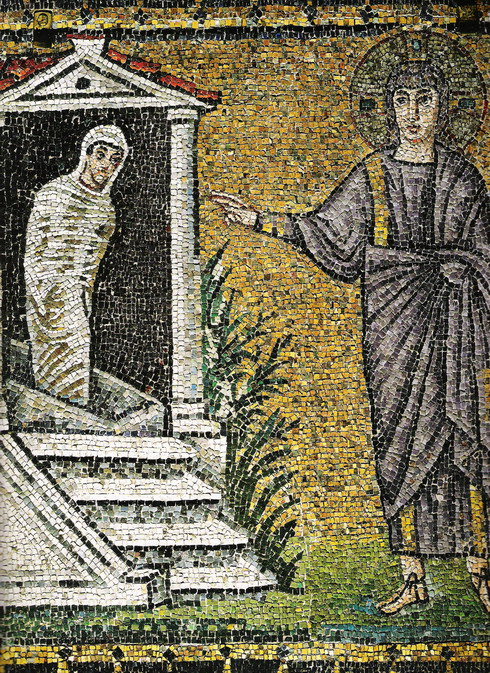
Mozaika Vzkříšení Lazara ze 6. století, kostel Sant'Apollinare Nuovo, Ravenna, Itálie

Po smrti Jana Křtitele a proměnění se Ježíš vydává na svou poslední cestu do Jeruzaléma, protože tam předpověděl svou smrt. Janovo evangelium uvádí, že během poslední cesty se Ježíš vrátil do oblasti, kde byl pokřtěn, a Jan 10, 40–42 (Kral, ČEP) uvádí, že „mnoho lidí v něj uvěřilo za Jordánem“ a říkali, že „všechno, co Jan o tomto muži řekl, byla pravda“. Na oblast, kde byl Ježíš pokřtěn, se usuzuje jako na okolí oblasti Perea, a to vzhledem k působení Křtitele v Betánii v Zajordání a Ænonu v Jan 1, 28 (Kral, ČEP) a Jan 3, 23 (Kral, ČEP). Badatelé obecně předpokládají, že cesta, kterou Ježíš šel z Galileje do Jeruzaléma, vedla přes Pereu.
Do tohoto období služby spadá i Řeč o církvi, v níž Ježíš předjímá budoucí společenství následovníků a vysvětluje úlohu svých apoštolů při jeho vedení. Patří sem i podobenství O ztracené ovci a O neodpouštějícím služebníkovi v 18. kapitole Matoušova evangelia – Mt 18 (Kral, ČEP), která se rovněž vztahují k nebeskému království. Obecným tématem promluvy je očekávání budoucího společenství následovníků a úloha jeho apoštolů při jeho vedení. Při oslovení svých apoštolů v – Mt 18, 18 (Kral, ČEP) Ježíš prohlašuje: „Cokoli odmítnete na zemi, bude odmítnuto v nebi, a cokoli přijmete na zemi, bude přijato v nebi“. Tato řeč zdůrazňuje význam pokory a sebeobětování jako vysokých ctností v očekávaném společenství. Učí, že v Božím království je důležitá dětská pokora, nikoliv společenské postavení a prestiž.
Na závěr tohoto období je v Janově evangeliu zařazena epizoda vzkříšení Lazara v Jan 11, 1–46 (Kral, ČEP), v níž Ježíš čtyři dny po pohřbu přivádí Lazara z Betánie zpět k životu. V Janově evangeliu je vzkříšení Lazara vyvrcholením „sedmi znamení“, která postupně potvrzují Ježíšovu totožnost jako Božího Syna a očekávaného Mesiáše. Je to také klíčová epizoda, která zahajuje řetězec událostí, jež vedou k tomu, že zástupy vyhlížejí Ježíše při jeho triumfálním vjezdu do Jeruzaléma – což vede k rozhodnutí Kaifáše a Sanhedrinu naplánovat Ježíšovo zabití.

### Poslední týden v Jeruzalémě
Viz též: Triumfální vjezd do Jeruzaléma

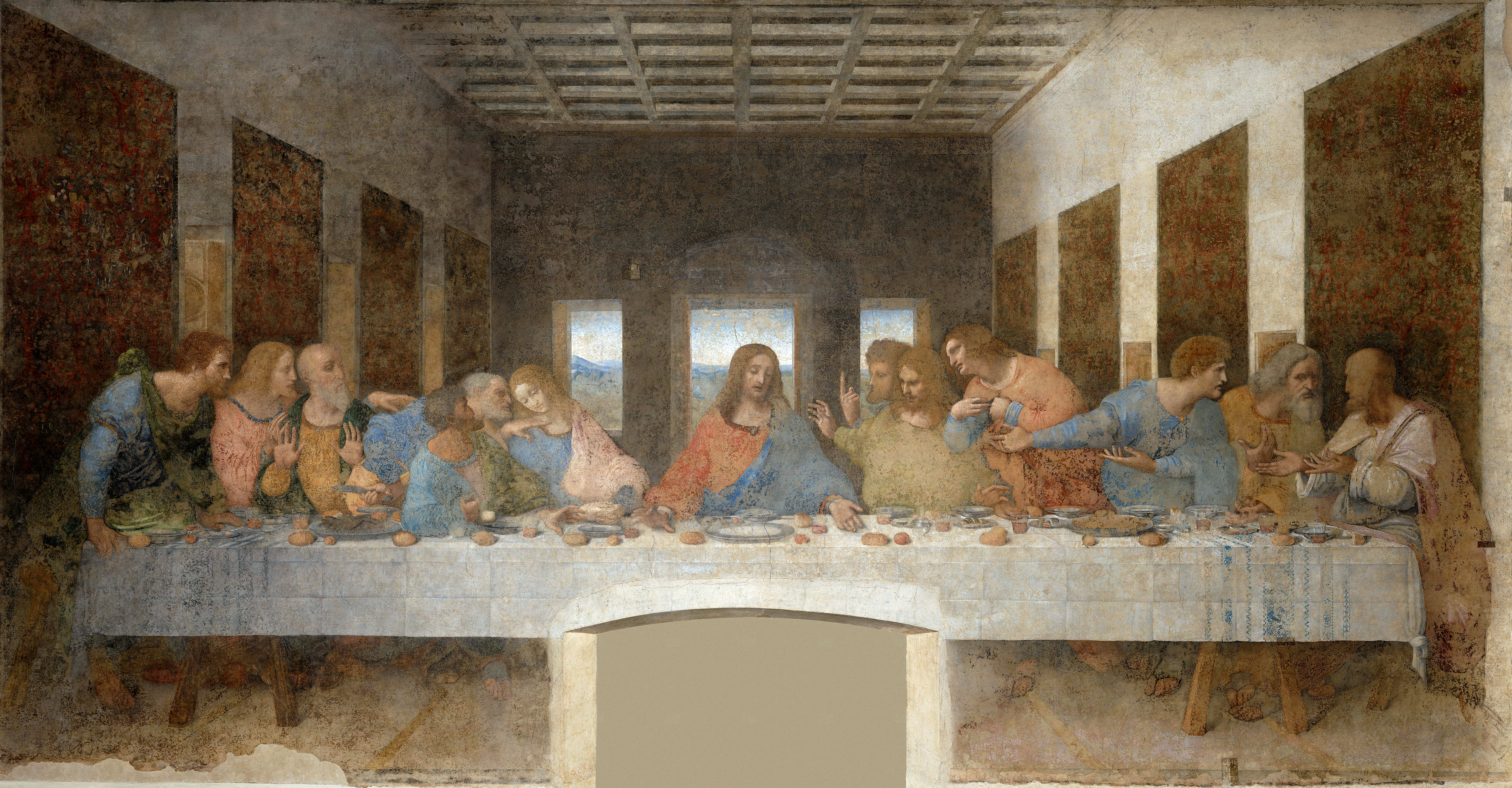
Poslední večeře byla ztvárněna mnoha světovými mistry. Leonardo da Vinci, Poslední večeře (Miláno, 1497)

Popis posledního týdne Ježíšova života (často nazývaného svatý nebo pašijový týden) zabírá v kanonických evangeliích asi třetinu vyprávění. Vyprávění o tomto týdnu začíná popisem závěrečného vjezdu do Jeruzaléma a končí jeho ukřižováním.
Poslední týden v Jeruzalémě je završením cesty, kterou Ježíš začal v Galileji a prošel Pereou a Judskem. Těsně před vyprávěním o posledním Ježíšově vjezdu do Jeruzaléma je v Janově evangeliu zařazena epizoda vzkříšení Lazara, která vytváří napětí mezi Ježíšem a představiteli moci. Když Ježíš na začátku týdne vjíždí do Jeruzaléma, vítají ho jásající davy, což toto napětí ještě umocňuje.
Týden začíná triumfálním vjezdem do Jeruzaléma. Během týdne svého „posledního působení v Jeruzalémě“ Ježíš navštíví Chrám a dostane se do konfliktu s penězoměnci kvůli jejich využívání Chrámu ke komerčním účelům. Následuje debata s kněžími a staršími, v níž je zpochybněna jeho autorita. Jeden z jeho učedníků, Jidáš Iškariotský, se rozhodne Ježíše zradit za třicet stříbrných.
Na konci týdne Ježíš pořádá se svými učedníky poslední večeři, při níž ustanovuje eucharistii, a v řeči na rozloučenou je připravuje na svůj odchod. Po večeři je Ježíš v agónii v zahradě zrazen polibkem a zatčen. Po zatčení Ježíše opouští většina učedníků a Petr ho třikrát zapírá, jak Ježíš předpověděl během Poslední večeře. Poslední týden, který začíná jeho vjezdem do Jeruzaléma, končí jeho ukřižováním a pohřbem v pátek téhož týdne.

## Pašije

### Zrada a zatčení
Hlavní články: Agónie v zahradě, Jidášův polibek a Ježíšovo zatčení
Viz též: Svatá hodina

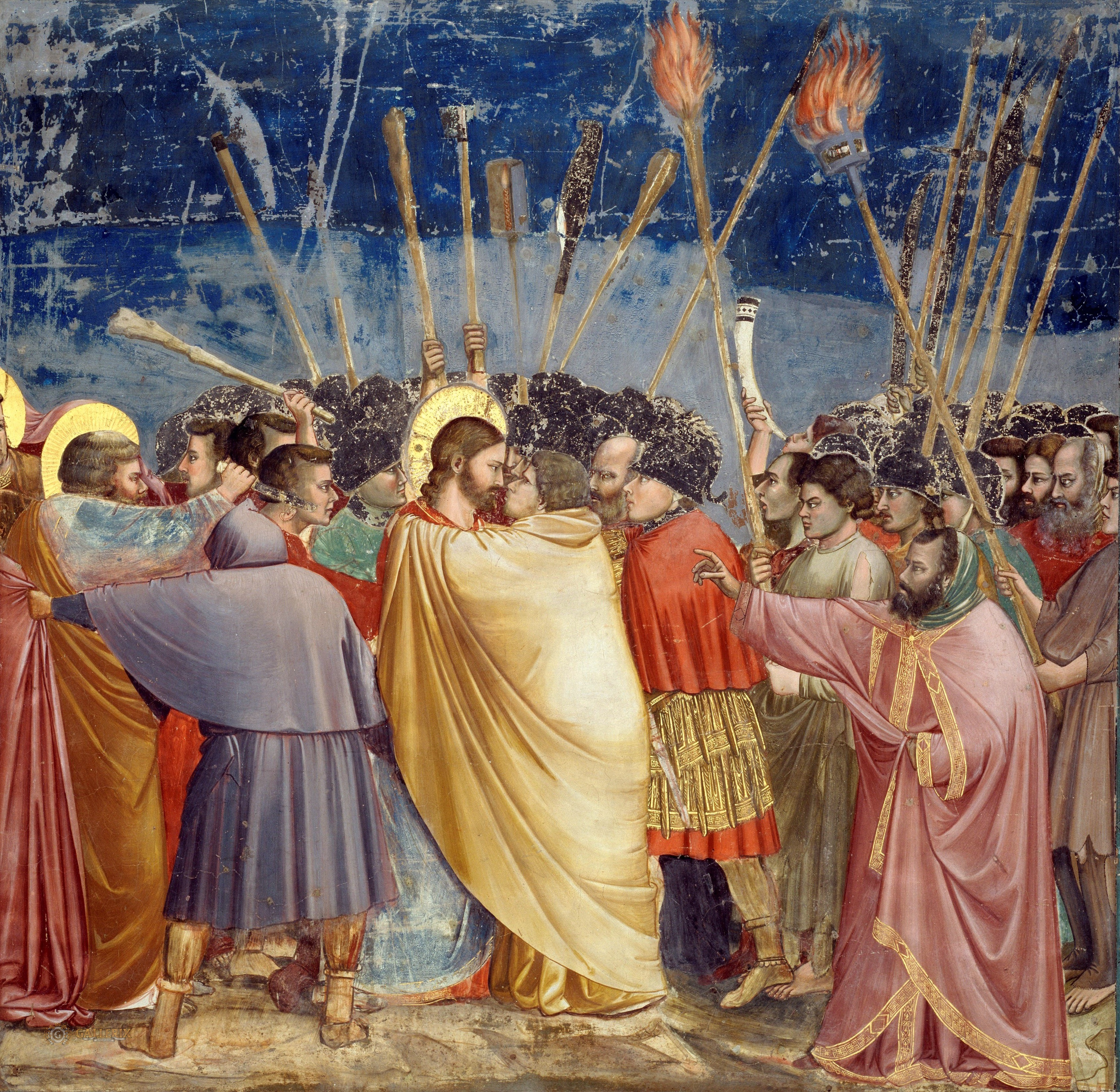
Jidášův polibek (1304–1306), Giottova freska, kaple Scrovegniů, Padova, Itálie

V Matoušově evangeliu – Mt 26, 36–46 (Kral, ČEP), Markově evangeliu – Mk 14, 32–42 (Kral, ČEP), Lukášově evangeliu – Lk 22, 39–46 (Kral, ČEP) a Janově evangeliu – Jan 18, 1 (Kral, ČEP) se Ježíš bezprostředně po poslední večeři vydává na vycházku, aby se modlil, přičemž Matouš a Marek toto místo modlitby označují jako Getsemanskou zahradu.
Ježíše doprovází Petr, Jan a Jakub Větší, které žádá, aby „zůstali zde a bděli se mnou (s ním)“. Odchází od nich „co by kamenem dohodil“, kde pociťuje nesmírný smutek a říká: „Otče můj, je-li to možné, ať mě tento kalich mine. Nicméně ať je to tak, jak chceš ty, ne já.“ Pouze Lukášovo evangelium zmiňuje podrobnosti o Ježíšově krvavém potu a o návštěvě anděla, který Ježíše utěšuje, když přijímá Otcovu vůli. Když se po modlitbě vrací k učedníkům, nachází je spící a v Mt 26, 40 (Kral, ČEP) se ptá Petra: „To jste nemohli jedinou hodinu bdít se mnou?“
V zahradě se objevuje Jidáš v doprovodu zástupu, v němž jsou židovští kněží a starší a lidé se zbraněmi. Jidáš dává Ježíšovi polibek, aby ho identifikoval před davem, který pak Ježíše zatýká. Jeden z Ježíšových učedníků se je snaží zastavit a mečem usekne ucho jednomu z mužů v davu. Lukáš uvádí, že Ježíš ránu zázračně uzdravil, a Jan a Matouš uvádějí, že Ježíš násilný čin kritizoval a trval na tom, aby se jeho učedníci nebránili jeho zatčení. V Matoušově evangeliu – Mt 26, 52 (Kral, ČEP) Ježíš pronesl známý výrok: všichni, kdo se chápou meče, mečem zajdou.

### Spravedlnost
Hlavní články: Ježíšův soud v Sanhedrinu, Pilátův soud a Ježíš na Herodově dvoře
Viz též: Ecce homo

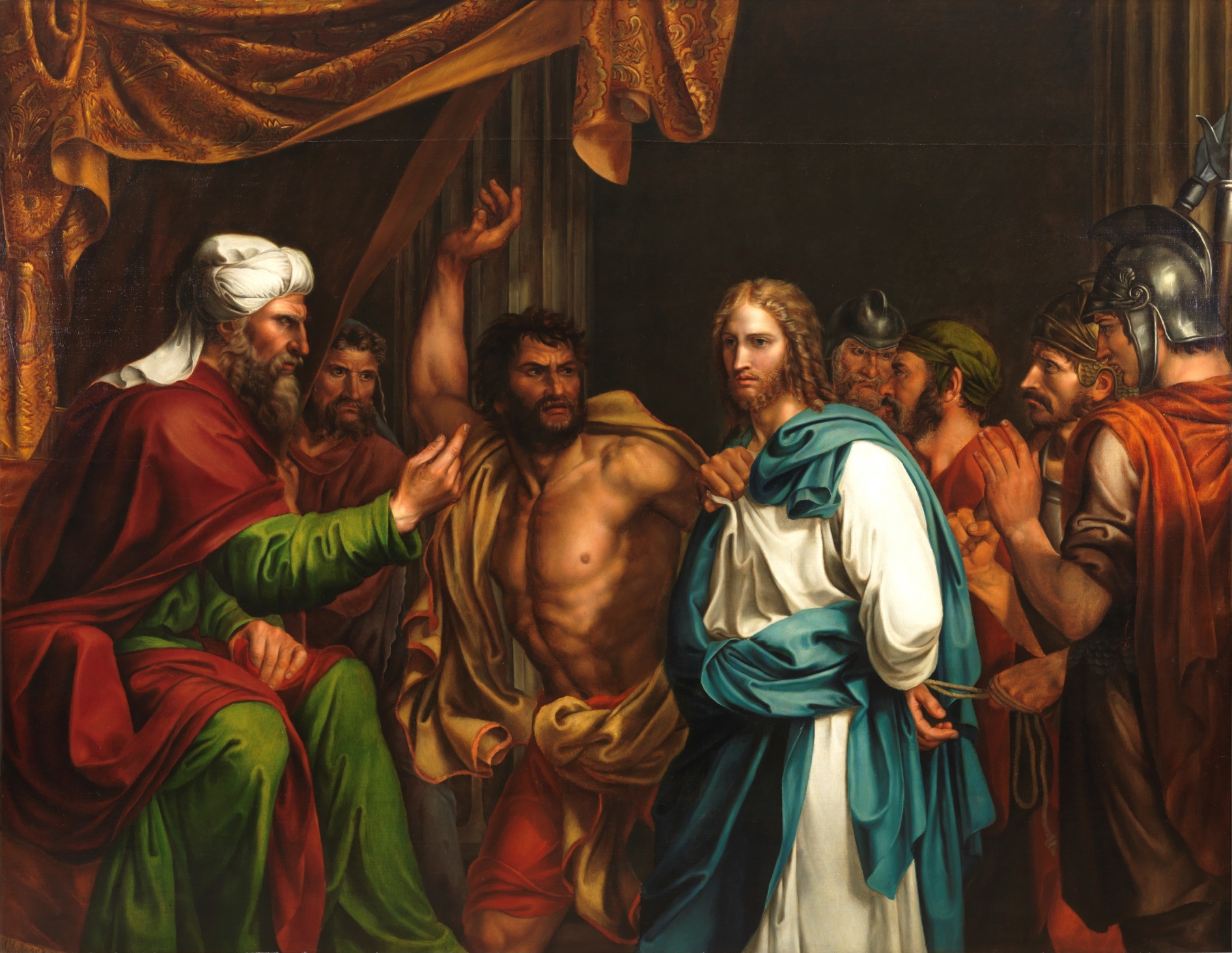
Ježíš se připravuje na úder před veleknězem Annášem, jak zachycuje, autor: Madrazo, 1803

Ve vyprávění čtyř kanonických evangelií je Ježíš po zradě a zatčení předveden před sanhedrin, židovský soudní orgán. Ježíš je sanhedrinem souzen, zesměšňován a bit a je odsouzen za to, že o sobě tvrdí, že je Syn Boží. Poté je odveden k Pilátovi Pontskému a židovští starší žádají Piláta, aby Ježíše soudil a odsoudil – obviňují ho z tvrzení, že je židovským králem. Po výslechu, na který Ježíš odpovídá jen sporadicky, Pilát veřejně prohlašuje, že Ježíše shledává nevinným, ale dav trvá na potrestání. Pilát poté nařídí Ježíšovo ukřižování. Ačkoli se evangelijní zprávy liší v různých detailech, shodují se v obecném charakteru a celkové struktuře soudních procesů s Ježíšem.
Po procesu se Sanhedrinem je Ježíš odveden k Pilátovu soudu v pretoriu. Teprve v Lukášově evangeliu, když Pilát zjistí, že Ježíš, který pochází z Galileje, patří do jurisdikce Heroda Antipy, rozhodne se poslat Ježíše k Herodovi. Herodes Antipas (tentýž muž, který předtím nařídil smrt Jana Křtitele) chtěl Ježíše vidět už dlouho, protože doufal, že bude moci vidět některý z Ježíšových zázraků. Ježíš však na Herodovy otázky ani na zuřivá obvinění velekněží a zákoníků nic neříká. Herodes a jeho vojáci se Ježíšovi vysmívají, oblékají mu coby židovskému králi nádherné roucho a posílají ho zpět k Pilátovi. Toho dne se Herodes s Pilátem spřátelili, neboť předtím byli v nepřátelství. Po výslechu Ježíše, na který nedostal žádnou odpověď, Herodes v Ježíši nevidí hrozbu a vrací ho Pilátovi.
Po Ježíšově návratu od Herodova soudu Pilát veřejně prohlásí, že Ježíše považuje za nevinného, ale dav trvá na trestu smrti. Univerzální pravidlo římské říše omezovalo trest smrti striktně na tribunál římského místodržitele a Pilát se rozhodl veřejně si umýt ruce, protože nebyl zapleten do Ježíšovy smrti. Pilát se tedy prezentuje spíše jako advokát, který obhajuje Ježíšův případ, než jako soudce při oficiálním slyšení, přesto nařizuje Ježíšovo ukřižování.

### Ukřižování a pohřeb
Hlavní články: Ukřižování Ježíše Krista a Ježíšův pohřeb
Viz také: Ježíšovy výroky na kříži

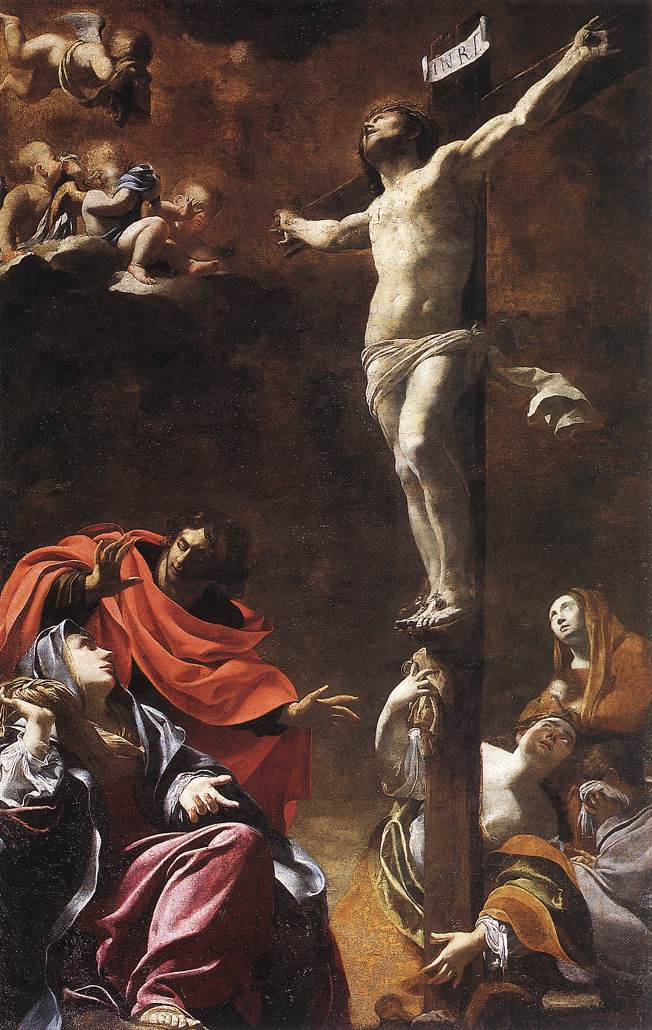
Ukřižování (1622), Simon Vouet; Ježíšův kostel, Janov

Ježíšovo ukřižování je popsáno ve všech čtyřech kanonických evangeliích a je doloženo i dalšími dobovými prameny (např. Josephem a Tacitem) a je považováno za historickou událost.
Po soudních procesech se Ježíš vydal na cestu na Kalvárii (cesta se tradičně nazývá via Dolorosa) a tři synoptická evangelia uvádějí, že mu pomáhal Šimon z Kyrény, Římané ho k tomu donutili. V Lukášově evangeliu – Lk 23, 27–28 (Kral, ČEP) Ježíš říká ženám v zástupu lidí, kteří ho následovali, aby neplakaly pro něj, ale pro sebe a své děti. Po příchodu na Kalvárii (Golgotu) bylo Ježíši nabídnuto k pití víno smíchané se žlučí – obvykle se nabízelo jako forma léku proti bolesti. Matoušovo a Markovo evangelium uvádějí, že to odmítl.
Vojáci pak Ježíše ukřižovali a losovali o jeho šaty. Nad Ježíšovou hlavou na kříži byl nápis Král židovský a vojáci i kolemjdoucí se mu kvůli tomuto titulu posmívali. Ježíš byl ukřižován mezi dvěma odsouzenými lotry, z nichž jeden Ježíše osočoval, zatímco druhý se ho zastával. Každé evangelium má svůj vlastní popis Ježíšových posledních slov, který se skládá ze sedmi posledních výroků na kříži. V Janovi – Jan 19, 26–27 (Kral, ČEP) Ježíš svěřuje svou matku učedníkovi, kterého miloval, a v Lukášovi – Lk 23, 34 (Kral, ČEP) prohlašuje: „Otče, odpusť jim, vždyť nevědí, co činí“, což se obvykle vykládá jako jeho odpuštění římským vojákům a ostatním zúčastněným.
Ve třech synoptických evangeliích provázejí ukřižování různé nadpřirozené události, včetně temnoty na obloze, zemětřesení a (v Matoušově evangeliu) vzkříšení svatých. V synoptických evangeliích je zmíněno roztržení chrámové opony po Ježíšově smrti. Římští vojáci nezlomili Ježíšovi nohy, jak to udělali dvěma dalším ukřižovaným (zlomení nohou urychlilo proces ukřižování), protože Ježíš byl již mrtev; tím se dále naplnilo proroctví, jak je uvedeno v Jan 19, 36 (Kral, ČEP): „Neboť se to stalo, aby se naplnilo Písmo: ‚Ani kost mu nebude zlomena.‘“ Jeden z vojáků probodl Ježíšův bok kopím a vytekla krev a voda. V Markově evangeliu – Mk 15, 39 (Kral, ČEP) římský setník (centurion) pod dojmem těchto událostí nazývá Ježíše Božím Synem.
Po Ježíšově smrti v pátek požádal Josef z Arimatie Piláta o svolení odnést tělo. Tělo bylo sejmuto z kříže, zabaleno do čistého plátna a za pomoci Nikodéma pohřbeno do nového, ve skále vytesaného hrobu. V Matoušově evangeliu – Mt 27, 62–66 (Kral, ČEP) jdou Židé den po ukřižování k Pilátovi a žádají o stráže pro hrob a také o zapečetění hrobu kamenem i stráž, aby měli jistotu, že tam tělo zůstane.

### Chronologické srovnání umučení
Přibližné chronologické srovnání vyprávění o umučení Ježíše podle Markova a Janova evangelia. Každý úsek ('1' až '28') představuje 3 hodiny času.

## Vzkříšení a nanebevstoupení
Hlavní článek: Ježíšovo vzkříšení
Viz též: Prázdný hrob a Ježíšovo zmrtvýchvstání v křesťanském umění

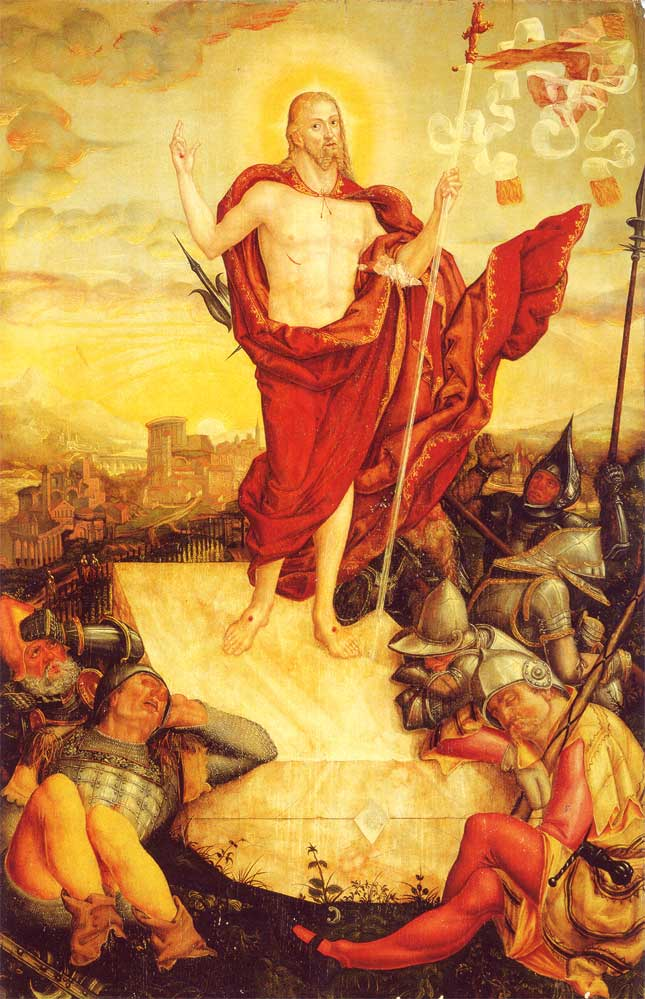
Zmrtvýchvstání Ježíše, Lucas Cranach, 1558

Evangelia uvádějí, že první den v týdnu po ukřižování (obvykle vykládaný jako neděle) se Ježíšovi následovníci setkávají s jeho zmrtvýchvstáním poté, co byl objeven jeho prázdný hrob. Nový zákon neobsahuje popis „okamžiku zmrtvýchvstání“ a ve východní církvi ikony tento okamžik nezobrazují, ale ukazují myrofory a zobrazují scény spásy.
Vzkříšený Ježíš se toho dne a několikrát poté zjevuje svým následovníkům, pronáší kázání a s některými z nich večeří, než vystoupí na nebesa. Lukášovo a Markovo evangelium obsahují krátké zmínky o nanebevstoupení, ale hlavní zmínky o něm se nacházejí na jiných místech Nového zákona.
Čtyři evangelia se v líčení Ježíšova zmrtvýchvstání a jeho zjevení liší, ale existují čtyři body, v nichž se všechna evangelia shodují: odvalení kamene, který uzavřel hrob, návštěva žen „prvního dne v týdnu“; to, že se zmrtvýchvstalý Ježíš rozhodl nejprve zjevit ženám (nebo ženě) a řekl jim (jí), aby to sdělily ostatním učedníkům; významné postavení Marie Magdalény ve vyprávění. Varianty se týkají přesného času, kdy ženy navštívily hrob, počtu a totožnosti žen; účelu jejich návštěvy; vzhledu posla (poslů) – andělského nebo lidského; jejich poselství ženám; a reakce žen.
V Matoušově evangeliu – Mt 28, 5 (Kral, ČEP), Markově evangeliu – Mk 16, 5 (Kral, ČEP), Lukášově evangeliu – Lk 24, 4 (Kral, ČEP) a Janově evangeliu – Jan 20, 12 (Kral, ČEP) je jeho vzkříšení oznámeno a vysvětleno následovníkům, kteří tam přišli brzy ráno, buď jednou, nebo dvěma bytostmi (buď muži, nebo anděly) oblečenými ve světlém rouchu, které se objevily v hrobě nebo v jeho blízkosti. Evangelijní zprávy se liší v tom, kdo přišel ke hrobu jako první, ale jsou to ženy a vzkříšený Ježíš je pověřil, aby to sdělily ostatním učedníkům. Všechna čtyři vyprávění zahrnují Marii Magdalénu a tři zahrnují Marii, matku Jakuba. Vyprávění v Mk 16, 9 (Kral, ČEP) a Jan 20, 15 (Kral, ČEP) uvádějí, že Ježíš se Magdaléně zjevil jako první, a Lk 16, 9 (Kral, ČEP) uvádí, že byla mezi ženami přinášejícími myrhu, které oznámily učedníkům vzkříšení. V Mt 28, 11–15 (Kral, ČEP) židovští starší, aby zdůvodnili prázdný hrob, podplatili vojáky, kteří hrob střežili, aby rozšířili zvěst, že Ježíšovi učedníci ukradli jeho tělo.

### Zjevení při vzkříšení
Hlavní článek: Zjevení Ježíše při vzkříšení
Viz také: Noli me tangere, Pochybující Tomáš, Velké poslání a Cesta do Emauz
Viz také: Přehled zjevení při vzkříšení v evangeliích a u Pavla

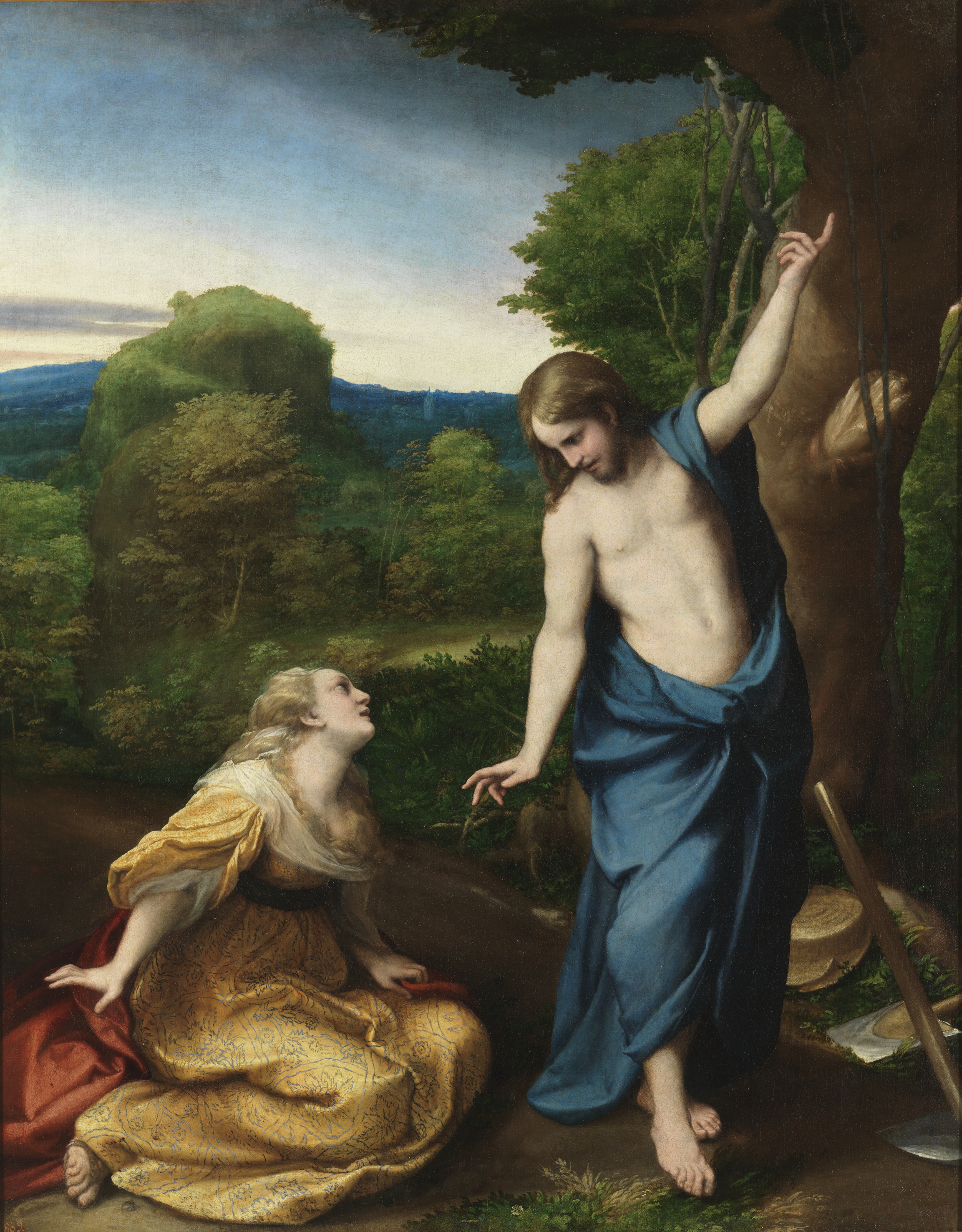
Noli me Tangere, Antonio da Correggio, asi 1534

V Janově evangeliu – Jan 20, 15–17 (Kral, ČEP) se Ježíš krátce po svém vzkříšení zjevuje Marii Magdaléně. Nejprve ho nepoznává a myslí si, že je to zahradník. Když vysloví její jméno, poznává ho, přesto jí říká Noli me Tangere, nedotýkej se mě, „neboť jsem ještě nevystoupil ke svému Otci“.
Později toho dne večer se Ježíš zjevuje učedníkům a ukazuje jim rány na rukou a na boku – Jan 20, 19–21 (Kral, ČEP). Apoštol Tomáš není tomuto setkání přítomen a později vyjadřuje pochybnosti o Ježíšově vzkříšení. Když Tomáš vyjadřuje své pochybnosti, ve známé epizodě s pochybujícím Tomášem v Jan 20, 24–29 (Kral, ČEP) se mu Ježíš zjeví a vyzve ho, aby vložil prst do otvorů po ranách na Ježíšových rukou a boku. Tomáš pak vyznává svou víru v Ježíše. V Mt 28, 16–20 (Kral, ČEP) se Ježíš při Velkém poslání zjevuje svým následovníkům na hoře v Galileji a vyzývá je, aby křtili všechny národy ve jménu „Otce i Syna i Ducha svatého“.
Lukáš – Lk 24, 13–32 (Kral, ČEP) popisuje událost na cestě do Emauz, kdy učedník Kleofáš kráčí s dalším učedníkem směrem do Emauz a potkávají Ježíše, který s nimi později večeří. V Mk 16, 12–13 (Kral, ČEP) je podobný příběh, který popisuje zjevení Ježíše dvěma učedníkům, když se procházeli po krajině, přibližně ve stejnou dobu evangelijního vyprávění. V příběhu Zázračný úlovek 153 ryb se Ježíš zjevuje svým učedníkům na Galilejském jezeře a poté Ježíš povzbuzuje apoštola Petra, aby sloužil jeho následovníkům.

### Nanebevstoupení
Hlavní článek: Nanebevstoupení Páně
Viz též: Nanebevstoupení Páně v křesťanském umění

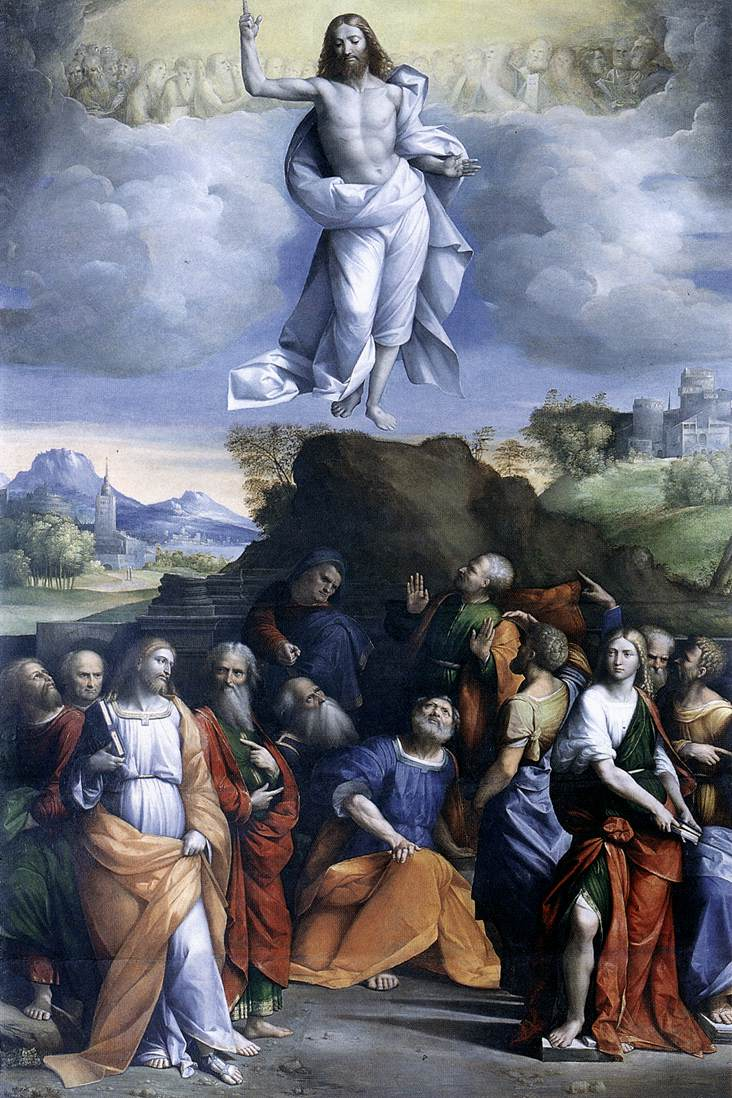
Nanebevstoupení Krista, Garofalo (1520)

Ježíšovo nanebevstoupení (název převzat z latinské Vulgáty – Sk 1, 9–11 (Kral, ČEP), kde je v názvu oddílu v úvodu uvedeno: Ascensio Iesu) je křesťanské učení, které se nachází v Novém zákoně, že vzkříšený Ježíš byl vzat na nebe ve svém vzkříšeném těle za přítomnosti jedenácti apoštolů, což se stalo 40 dní po vzkříšení. V biblickém vyprávění anděl oznamuje přihlížejícím učedníkům, že Ježíšův druhý příchod se uskuteční stejným způsobem jako jeho nanebevstoupení.
Kanonická evangelia obsahují dva stručné popisy Ježíšova nanebevstoupení v Lukášovi – Lk 24, 50–53 (Kral, ČEP) a Markovi – Mk 16, 19 (Kral, ČEP), v nichž se odehrává na Velikonoční neděli. Podrobnější popis Ježíšova tělesného nanebevstoupení v oblacích je uveden ve Skutcích apoštolů – Sk 1, 9–11 (Kral, ČEP), kde vyprávění začíná popisem Ježíšova zjevení po jeho zmrtvýchvstání a událost popisuje jako událost, která se odehrála o čtyřicet dní později.
Skutky apoštolů – Sk 1, 9–12 (Kral, ČEP) uvádějí místo Nanebevstoupení jako „horu, které se říká Olivová“ poblíž Jeruzaléma. Sk 1, 3 (Kral, ČEP) uvádějí, že Ježíš: „jim také po svém umučení mnoha způsoby prokázal, že žije, po čtyřicet dní se jim dával spatřit a učil je o království Božím“. Poté, co dal apoštolům řadu pokynů, je ve Sk 1, 9 (Kral, ČEP) nanebevstoupení popsáno takto: „Po těch slovech byl před jejich zraky vzat vzhůru a oblak jim ho zastřel.“ Následně se objevili dva muži v bílém oděvu a řekli apoštolům, že Ježíš se vrátí stejným způsobem, jakým byl vzat, a apoštolové se vrátili do Jeruzaléma.
Ve Skutcích – Sk 2, 30–33 (Kral, ČEP), Efezským – Ef 4, 8–10 (Kral, ČEP) a 1. Timoteovi – 1Tim 3, 16 (Kral, ČEP) (kde je Ježíš vzat do slávy) se o nanebevstoupení mluví jako o uznávané skutečnosti, zatímco v listu Židům 10,12 je Ježíš popsán jako ten, který usedl v nebi.